# Elana Meyers
Pour les articles homonymes, voir Meyers.
Elana Alessandra Meyers, née le 10 octobre 1984 à Douglasville, est une pilote de bobsleigh américaine. Elle est deux fois médaillée olympique en bob à deux (bronze en 2010 et argent en 2014). En novembre 2014, avec Kaillie Humphries, elle est la première femme à concourir avec des hommes en bob à quatre.

## Palmarès

### Jeux olympiques d'hiver
- Médaille de bronze en bob à deux aux Jeux olympiques d'hiver de 2010 à Vancouver avec Erin Pac.
- Médaille d'argent en bob à deux aux Jeux olympiques d'hiver de 2014 à Sotchi avec Lauryn Williams.
- Médaille d'argent en bob à deux aux Jeux olympiques d'hiver de 2018 à Pyeongchang avec Lauren Gibbs.
- Médaille d'argent en monobob aux Jeux olympiques d'hiver de 2022 à Pékin.
- Médaille de bronze en bob à deux aux Jeux olympiques d'hiver de 2022 à Pékin avec Sylvia Hoffman.

### Championnats du monde
- Médaille d'or en bob à deux en 2015 et 2017.
- Médaille d'or en équipe mixte en 2012 et 2013.
- Médaille d'argent en bob à deux en 2009 et 2013.
- Médaille d'argent en monobob en 2024.
- Médaille de bronze en bob à deux en 2012 et 2016.
- Médaille de bronze en monobob en 2025.

### Coupe du monde
- 2 globes de cristal : 
  - Vainqueur du classement bob à 2 en 2015 et 2022.
- 54 podiums  : 
  - en bob à 2 : 19 victoires, 18 deuxièmes places et 13 troisièmes places.
  - en monobob : 2 victoires, 2 deuxièmes places et 1 troisième place.
- 1 podium en équipe mixte : 1 troisième place.

#### Détails des victoires en Coupe du monde
| Édition   | Bob à 2                                             | Monobob         |
| 2009-2008 | Whistler                                            |                 |
| 2013-2014 | Park City x2                                        |                 |
| 2014-2015 | Lake Placid Calgary Altenberg La Plagne Igls Sotchi |                 |
| 2015-2016 | Saint-Moritz Königssee                              |                 |
| 2016-2017 | Winterberg Saint-Moritz Königssee Igls              |                 |
| 2017-2018 | Saint-Moritz                                        |                 |
| 2018-2019 | Saint-Moritz Lake Placid                            |                 |
| 2021-2022 | Sigulda                                             |                 |
| 2024-2025 |                                                     | Saint-Moritz x2 |